# Os Independentes
Os Independentes é uma escola de samba de Campos dos Goytacazes.

## História
Em 2011, foi a 14ª colocada do grupo especial, sendo rebaixada.

## Segmentos

### Presidentes
| Nome                           | Mandato        | Ref.  |
| ------------------------------ | -------------- | ----- |
| Nilson Ribeiro Neves Francisco | ? - atualidade | [ 3 ] |

## Carnavais
| Ano                         | Colocação                   | Grupo                       | Enredo                                                                               | Carnavalesco                | Intérprete                  | Ref.              |
| --------------------------- | --------------------------- | --------------------------- | ------------------------------------------------------------------------------------ | --------------------------- | --------------------------- | ----------------- |
| 2009                        | 8º lugar                    | Especial                    | Sou especial sim, tenho luz própria, sou diferente                                   | Luís Carlos Soares          |                             | [ 4 ] [ 5 ] [ 6 ] |
| 2010                        | Vice-campeã                 | Acesso-AESC                 |                                                                                      |                             |                             |                   |
| 2011                        | 5º lugar                    | Acesso                      | O menino, a águia e o beija-flor. Tornar real um sonho: Voar nas asas do vento veloz | Jocimar Félix               |                             | [ 3 ]             |
| Não desfilou de 2012 a 2013 | Não desfilou de 2012 a 2013 | Não desfilou de 2012 a 2013 | Não desfilou de 2012 a 2013                                                          | Não desfilou de 2012 a 2013 | Não desfilou de 2012 a 2013 | [ 7 ]             |
| 2014                        | Desclassificada             | Acesso                      |                                                                                      |                             |                             | [ 8 ] [ 7 ]       |